# Saint-Marc-sur-Seine
Saint-Marc-sur-Seine est une commune française située dans le département de la Côte-d'Or, en région Bourgogne-Franche-Comté.

## Géographie

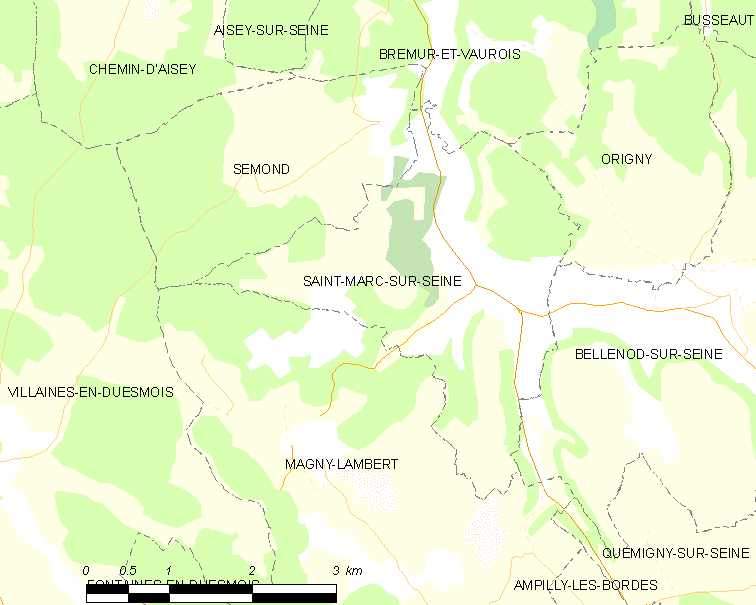

Saint-Marc-sur-Seine est une commune située sur la haute vallée de la Seine qui est ici à une trentaine de kilomètres à vol-d'oiseau de sa source et à 265 m d'altitude au point le plus bas. Le territoire de 8,4 km2 comprend les versants du fleuve avec les « montagnes » qui les surplombent ainsi qu'une partie de la vallée empruntée au sud par le ruisseau qui descend du hameau de Meurseuge (commune d'Ampilly-les-Bordes) situé sur le plateau du Duesmois.

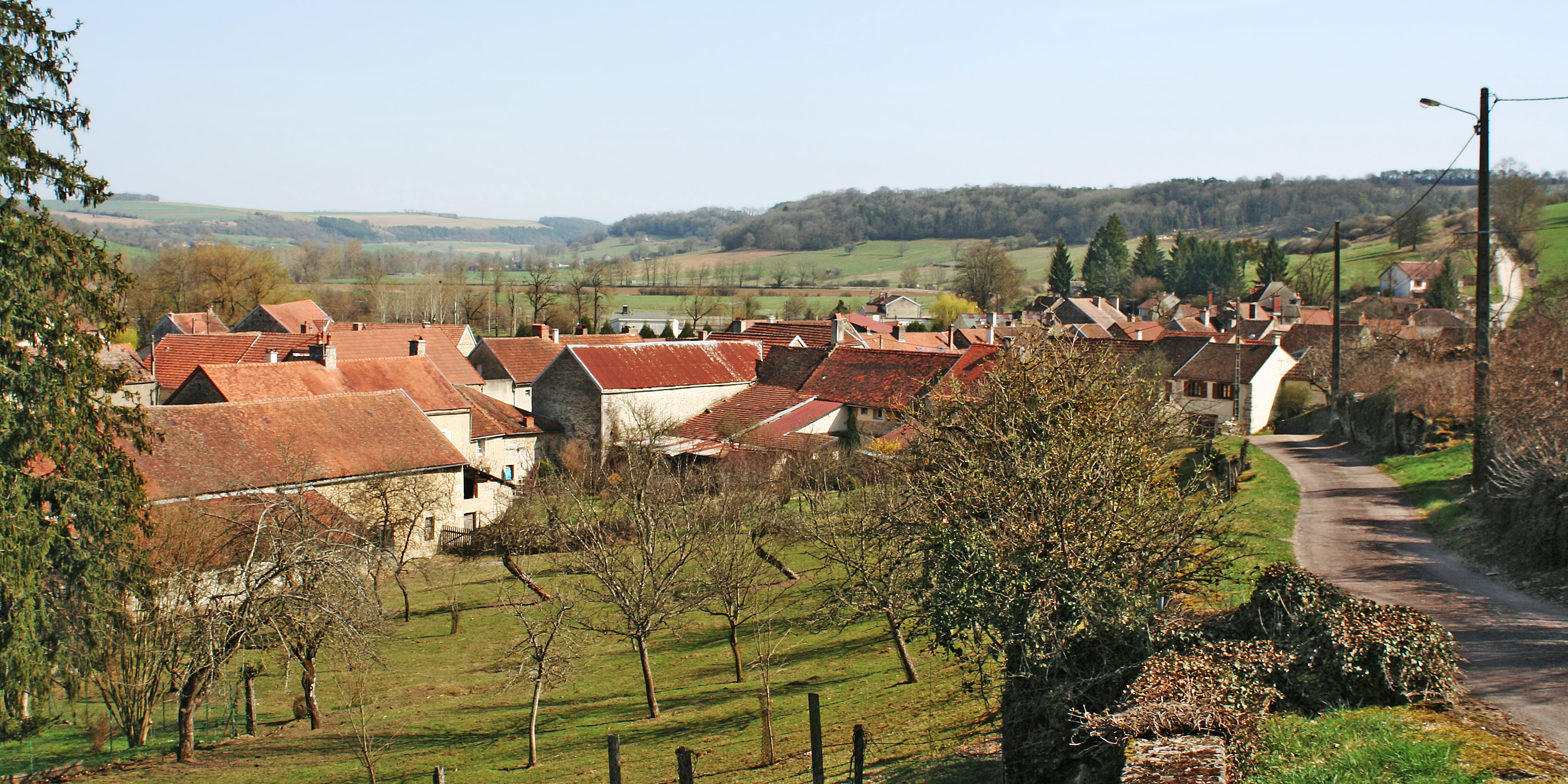
Le village depuis la rue de l'église, au fond la vallée de la Seine.

On distingue trois montagnes, une en rive droite à l'est, et deux en rive gauche, celle du sud s'allonge entre le vallon de Riboin et le ruisseau de Meurseuge, celle de l'ouest porte le point haut de la commune à 412 m, près des carrières. Le village est installé sur la Seine, en rive gauche et dans le versant de la montagne ouest (coteau de la Vipère). L'occupation des surfaces se diversifie à parts à peu près égales entre agriculture sur les hauteurs, forêt sur les versants ou certains sommets, et prairies dans les larges vallées bien arrosées. En outre, des carrières qui exploitent la pierre calcaire d'une jolie couleur jaune-doré entament le terrain dans la pointe ouest du finage.

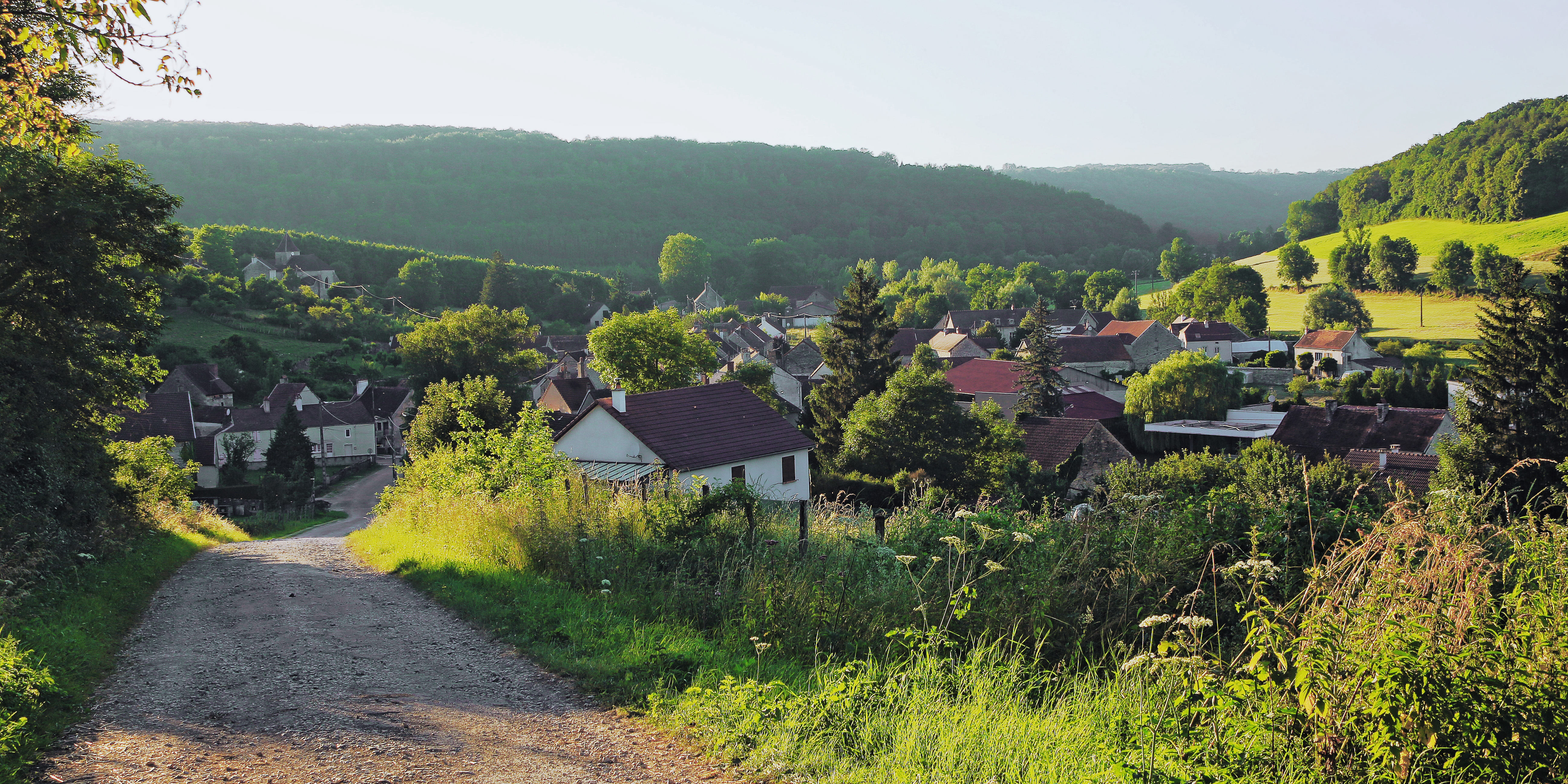
Le village dans un paysage typique de la haute vallée de la Seine qui a creusé le plateau en formant des collines en promontoires.

### Hydrographie
Avec une faible pente d'environ 2 m pour mille mètres (de 273 m à 265 m d'amont en aval pour un cours de 4,3 km), la Seine paresse ici pour former plusieurs méandres qui irriguent des prairies à pâturage et à fourrage dans une vallée qui peut atteindre un kilomètre entre versants. Des biefs ont été creusés à Saint-Marc et à Chenecières pour apporter de l'énergie aux moulins et aux forges. Deux ruisseaux sur la commune (non référencés par le SANDRE) existent en rive gauche de la Seine. Le ruisseau qui descend de Meurseuge emprunte le fond d'une combe, encaissée entre tête de Bray (374 m) et colline des Charmaies (396 m sur la commune de Bellenod-sur-Seine), et qui s'ouvre dans le plateau du Duesmois. Plus à l'est, un ruisseau intermittent malgré plusieurs sources suit le vallon de Riboin avant de disparaître sous le village.
Dans cette région faite de calcaires karstiques, les pluies des plateaux ne forment pas de rivières, elles disparaissent dans le sous-sol pour réapparaître comme sources dans les versants des vallées (sources Choiseau, de la Dant, des Soupes, fontaines Froide, Aubert…) dont certaines sont captées. L'infiltration de l'eau en entraînant des sels minéraux a coloré la pierre calcaire du Jurassique qui est exploitée dans des carrières, elle est utilisée comme parement de sols et de murs et à la fabrication de matériel durable comme des bancs, des tables ou des cheminées.

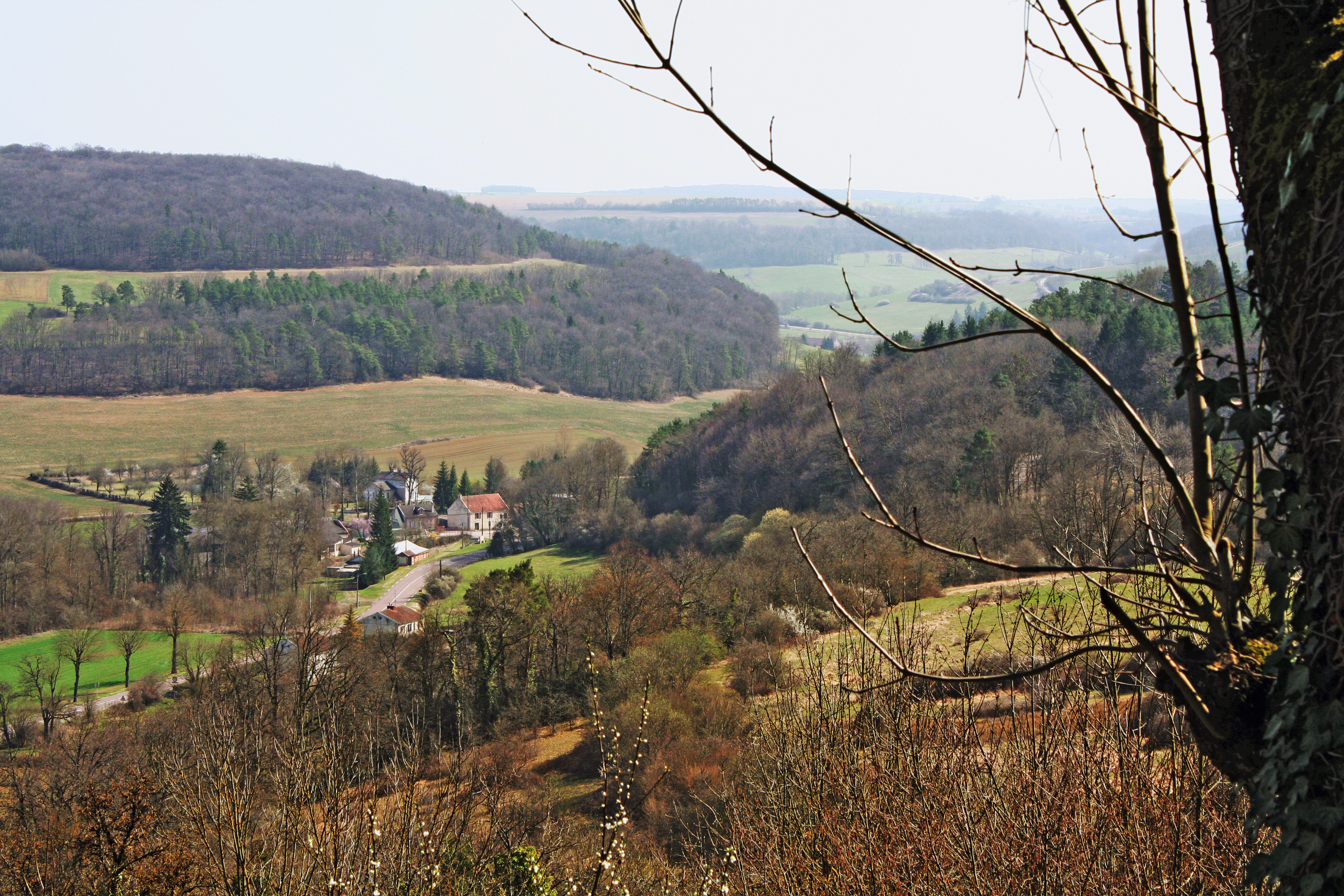
Le hameau de Chenecières.

### Hameaux, écarts, lieux-dits
- Quartier : le village comprend la minoterie de Talfumière en rive droite de la Seine.
- Hameau détaché du village : Chenecières (anciennes forges).
- Habitat ou bâti écarté : ferme de l'Aigremont, château de Chenecières.
- Lieux-dits d'intérêt local : côte (routière) de Meursauge, vallon de Riboin, coteau de la Vipère, ruines de la Brebis-Basse (ferme disparue).

### Accès
Située sur la route départementale 971 entre Troyes et Dijon, Saint-Marc-sur-Seine était un carrefour important avant la construction des autoroutes où les véhicules légers empruntaient la route la plus directe mais la plus accidentée au sud par les côtes de Chanceaux, Saint-Seine-l'Abbaye et Val-Suzon, tandis que les poids-lourds rallongeaient la distance par Aignay-le-Duc à l'est sur des routes moins abruptes circulant dans les vallées de la Coquille et de l'Ignon, aujourd'hui la D 901.
Le GR 2 (Le Havre-Dijon) traverse la Seine à Saint-Marc, il descend la montagne en rive droite avant de passer le pont à l'entrée du village, il gravit ensuite rapidement la montagne sud par la tête de Bray en rive gauche du ruisseau de Meursauge.

### Climat
Pour des articles plus généraux, voir Climat de la Bourgogne-Franche-Comté et Climat de la Côte-d'Or.
En 2010, le climat de la commune est de type climat des marges montargnardes, selon une étude du Centre national de la recherche scientifique s'appuyant sur une série de données couvrant la période 1971-2000. En 2020, Météo-France publie une typologie des climats de la France métropolitaine dans laquelle la commune est exposée à un climat océanique altéré et est dans la région climatique  Lorraine, plateau de Langres, Morvan, caractérisée par un hiver rude (1,5 °C), des vents modérés et des brouillards fréquents en automne et hiver. 
Pour la période 1971-2000, la température annuelle moyenne est de 10,2 °C, avec une amplitude thermique annuelle de 16 °C. Le cumul annuel moyen de précipitations est de 937 mm, avec 13,1 jours de précipitations en janvier et 8,6 jours en juillet. Pour la période 1991-2020, la température moyenne annuelle observée sur la station météorologique de Météo-France la plus proche, « Châtillon/Seine », sur la commune de Châtillon-sur-Seine à 18 km à vol d'oiseau, est de 10,8 °C et le cumul annuel moyen de précipitations est de 832,8 mm,. Pour l'avenir, les paramètres climatiques de la commune estimés pour 2050 selon différents scénarios d'émission de gaz à effet de serre sont consultables sur un site dédié publié par Météo-France en novembre 2022.

## Urbanisme

### Typologie
Au 1er janvier 2024, Saint-Marc-sur-Seine est catégorisée commune rurale à habitat dispersé, selon la nouvelle grille communale de densité à 7 niveaux définie par l'Insee en 2022.
Elle est située hors unité urbaine. Par ailleurs la commune fait partie de l'aire d'attraction de Châtillon-sur-Seine, dont elle est une commune de la couronne,. Cette aire, qui regroupe 60 communes, est catégorisée dans les aires de moins de 50 000 habitants,.

### Occupation des sols
L'occupation des sols de la commune, telle qu'elle ressort de la base de données européenne d’occupation biophysique des sols Corine Land Cover (CLC), est marquée par l'importance des territoires agricoles (60,6 % en 2018), en diminution par rapport à 1990 (63 %). La répartition détaillée en 2018 est la suivante : forêts (36,8 %), terres arables (31,2 %), prairies (21 %), zones agricoles hétérogènes (8,4 %), mines, décharges et chantiers (2,6 %). L'évolution de l’occupation des sols de la commune et de ses infrastructures peut être observée sur les différentes représentations cartographiques du territoire : la carte de Cassini (XVIIIe siècle), la carte d'état-major (1820-1866) et les cartes ou photos aériennes de l'IGN pour la période actuelle (1950 à aujourd'hui).

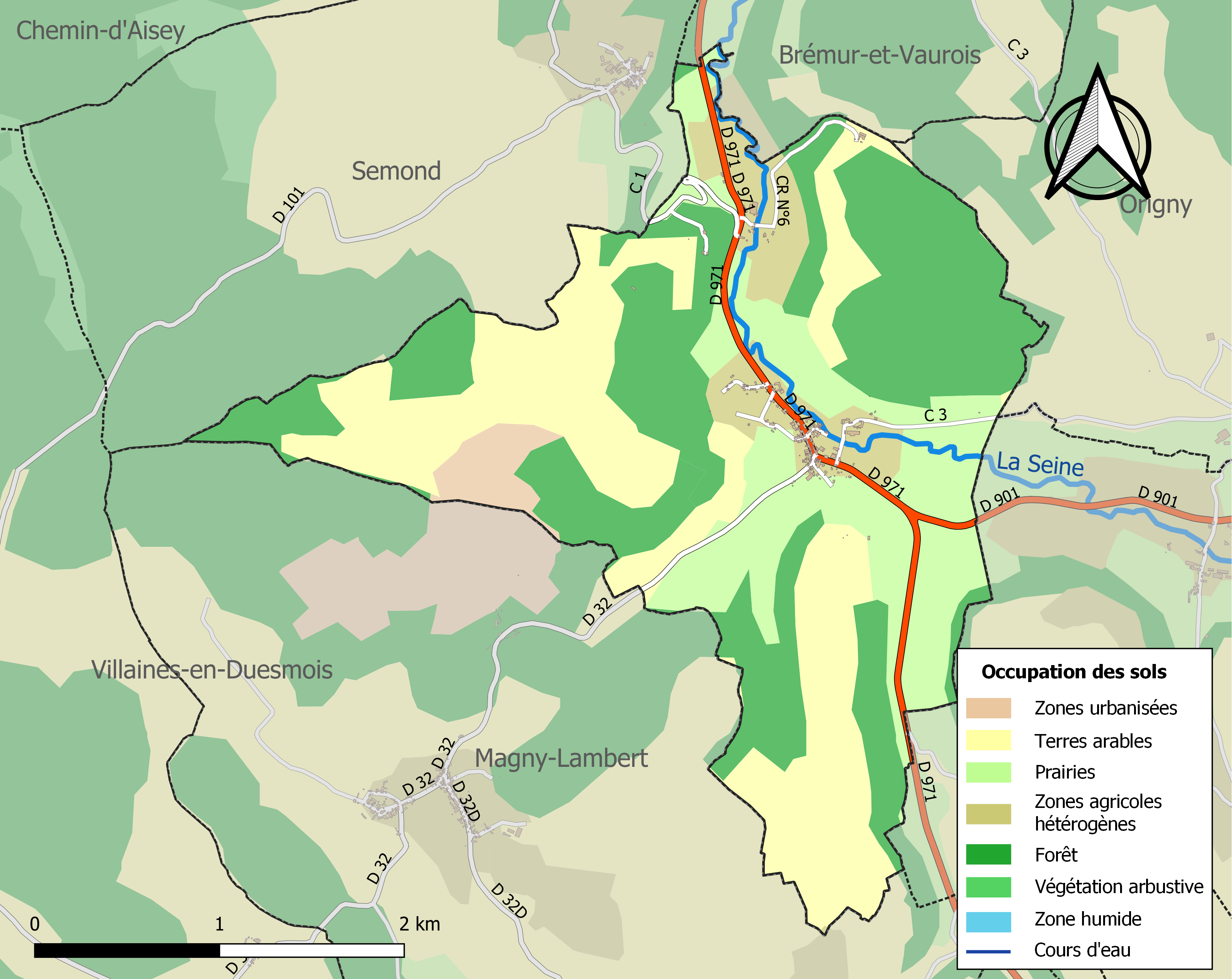
Carte des infrastructures et de l'occupation des sols de la commune en 2018 (CLC).

## Histoire

### Antiquité
Seuls des vestiges de villas gallo-romaines ont été identifiés sur le territoire de la commune

### Moyen Âge
La seigneurie avec son château est acquise par les ducs de Bourgogne au XIIe siècle.
Un moulin est signalé à Chenecière en 1195.

### Époque moderne
Les habitants sont affranchis par édit royal en 1554.

### Époque contemporaine
Le moulin de Chenecière, transformé en forge au fil du temps, devient un important centre industriel dans la seconde partie du XIXe siècle sous la direction de Paul Cailletet qui a fait en ces lieux ses recherches sur les gaz contenus dans l'acier lorsqu'il est chauffé (oxyde de carbone) et sur la propriété des gaz à être liquéfiés.

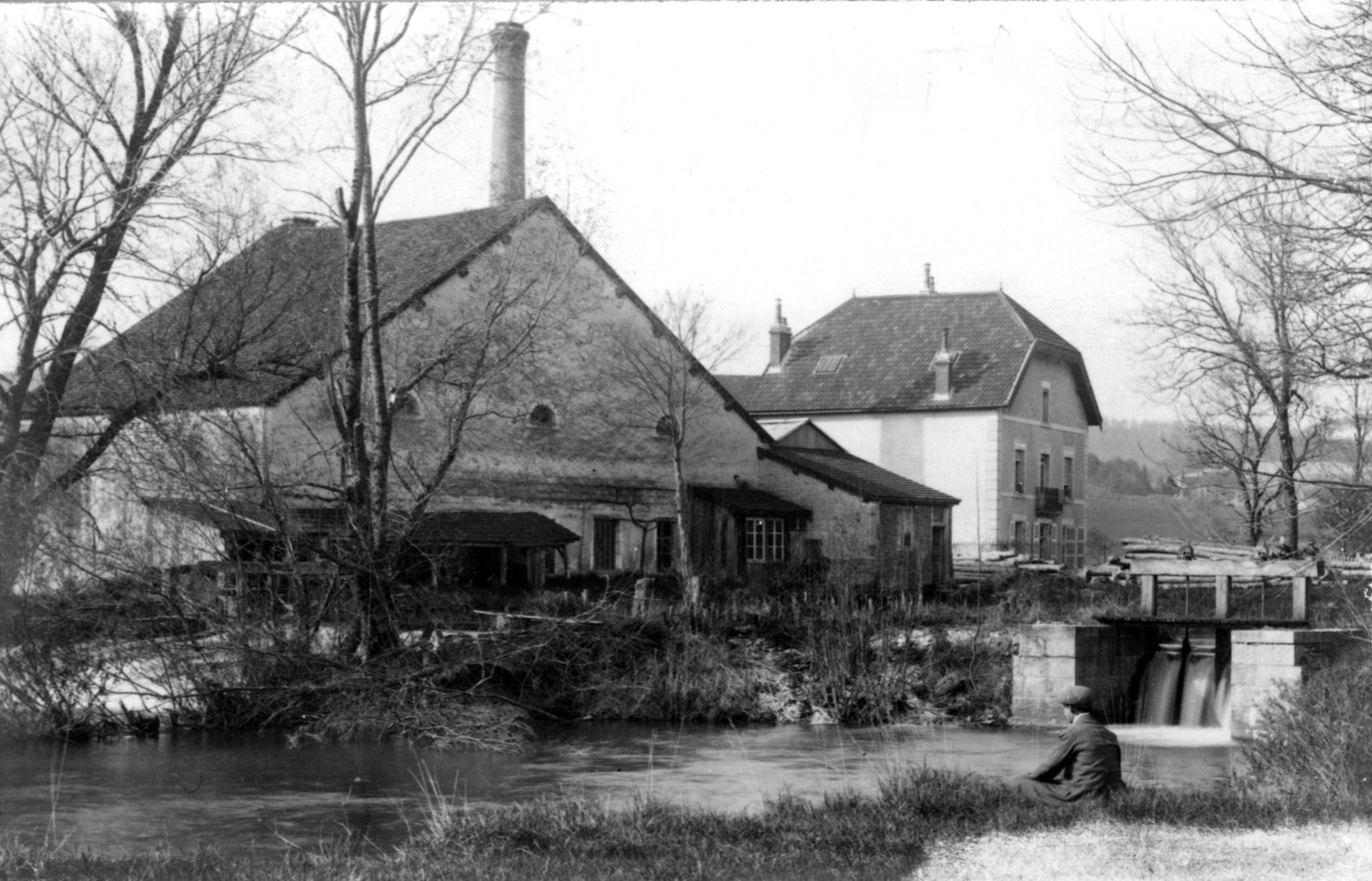
Anciennes forges...
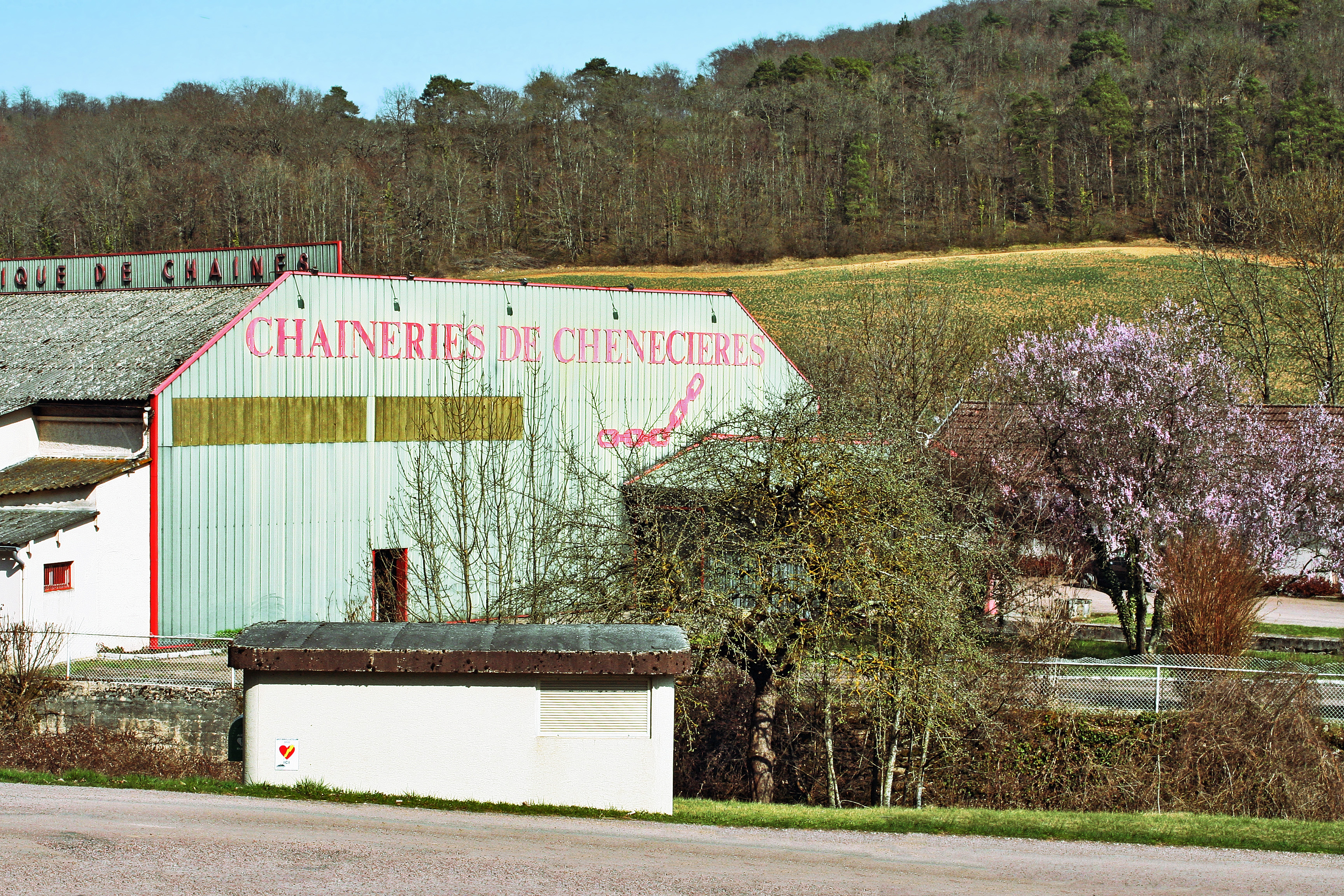
devenues fabrique de chaînes.

## Politique et administration
| Période                                  | Période   | Identité        | Étiquette | Qualité |
| ---------------------------------------- | --------- | --------------- | --------- | ------- |
| mars 2001                                | mars 2014 | Gilles Seytre   |           |         |
| mars 2014                                |           | Vincent Chauvot |           |         |
| Les données manquantes sont à compléter. |           |                 |           |         |

Saint-Marc-sur-Seine appartient :
- à l'arrondissement de Montbard,
- au canton de Châtillon-sur-Seine et
- à la communauté de communes du Pays Châtillonnais.

## Démographie
L'évolution du nombre d'habitants est connue à travers les recensements de la population effectués dans la commune depuis 1793. Pour les communes de moins de 10 000 habitants, une enquête de recensement portant sur toute la population est réalisée tous les cinq ans, les populations de référence des années intermédiaires étant quant à elles estimées par interpolation ou extrapolation. Pour la commune, le premier recensement exhaustif entrant dans le cadre du nouveau dispositif a été réalisé en 2004.

En 2022, la commune comptait 111 habitants, en évolution de +4,72 % par rapport à 2016 (Côte-d'Or : +0,82 %, France hors Mayotte : +2,11 %).
| 1793 | 1800 | 1806 | 1821 | 1836 | 1841 | 1846 | 1851 | 1856 |
| ---- | ---- | ---- | ---- | ---- | ---- | ---- | ---- | ---- |
| 289  | 341  | 319  | 368  | 441  | 391  | 394  | 406  | 509  |

| 1861 | 1866 | 1872 | 1876 | 1881 | 1886 | 1891 | 1896 | 1901 |
| ---- | ---- | ---- | ---- | ---- | ---- | ---- | ---- | ---- |
| 464  | 429  | 431  | 396  | 377  | 344  | 358  | 361  | 392  |

| 1906 | 1911 | 1921 | 1926 | 1931 | 1936 | 1946 | 1954 | 1962 |
| ---- | ---- | ---- | ---- | ---- | ---- | ---- | ---- | ---- |
| 399  | 423  | 433  | 442  | 258  | 248  | 280  | 335  | 280  |

| 1968 | 1975 | 1982 | 1990 | 1999 | 2004 | 2006 | 2009 | 2014 |
| ---- | ---- | ---- | ---- | ---- | ---- | ---- | ---- | ---- |
| 299  | 244  | 223  | 194  | 147  | 130  | 125  | 123  | 109  |

| 2019 | 2022 | - | - | - | - | - | - | - |
| ---- | ---- | - | - | - | - | - | - | - |
| 109  | 111  | - | - | - | - | - | - | - |

## Économie
Une entreprise industrielle, Les Chaineries de Chênecières, est implantée sur la commune et issue de l'histoire métallurgique du Châtillonnais.

## Culture locale et patrimoine

### Lieux, monuments et pôles d'intérêt
En 2016, la commune ne compte pas de monument inscrit à l'inventaire des monuments historiques, 11 monuments ou édifices sont répertoriés à l'inventaire général du patrimoine culturel, 1 élément classé à l'inventaire des objets historiques et 18 objets répertoriés à l'inventaire général du patrimoine culturel.
- Plusieurs maisons et croix sur la commune sont répertoriées à l'IGPC.
- Pont sur la Seine en pierres de taille du XVIIIe s. (répertorié IGPC 1990)[23].

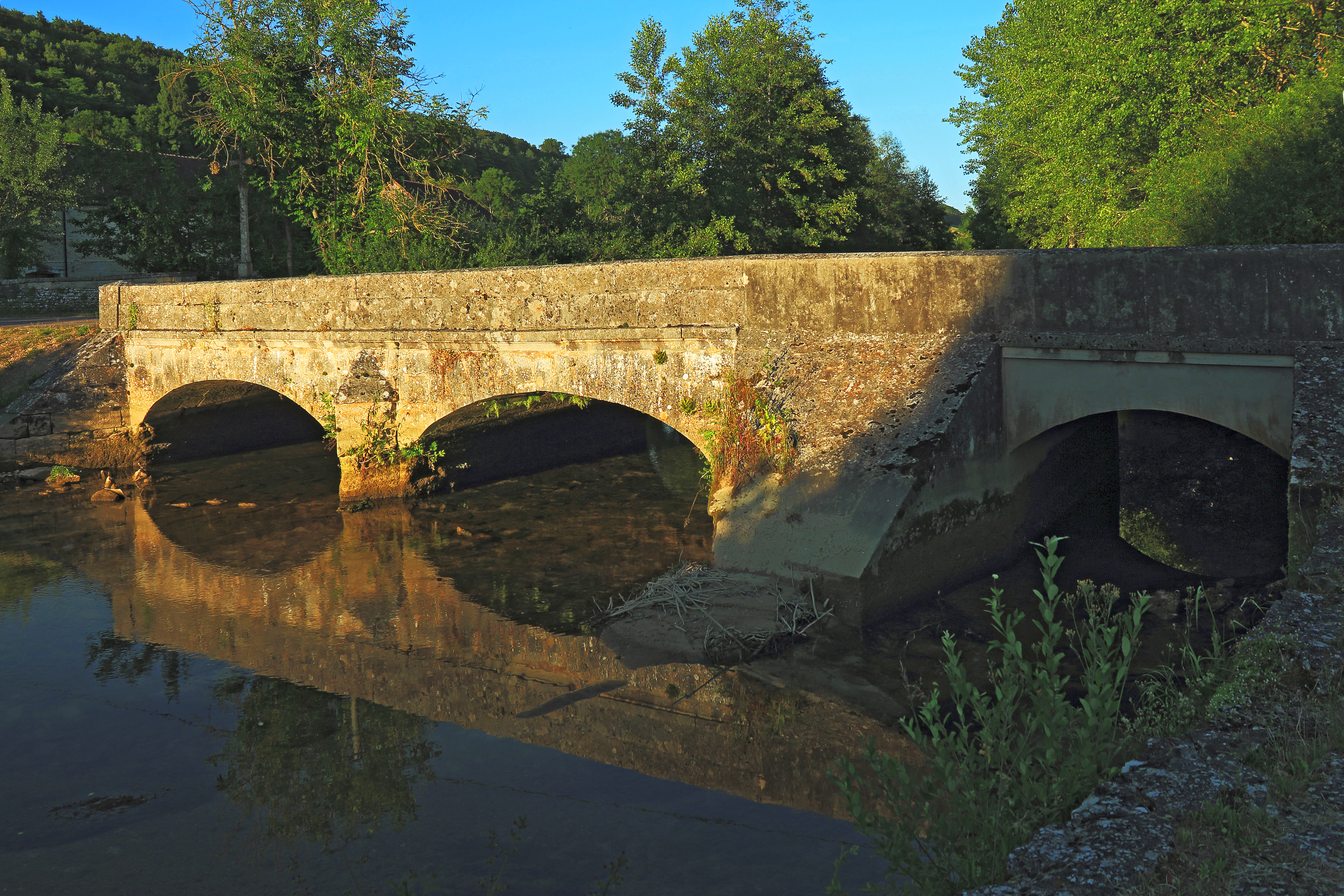
Pont à becs sur la Seine.
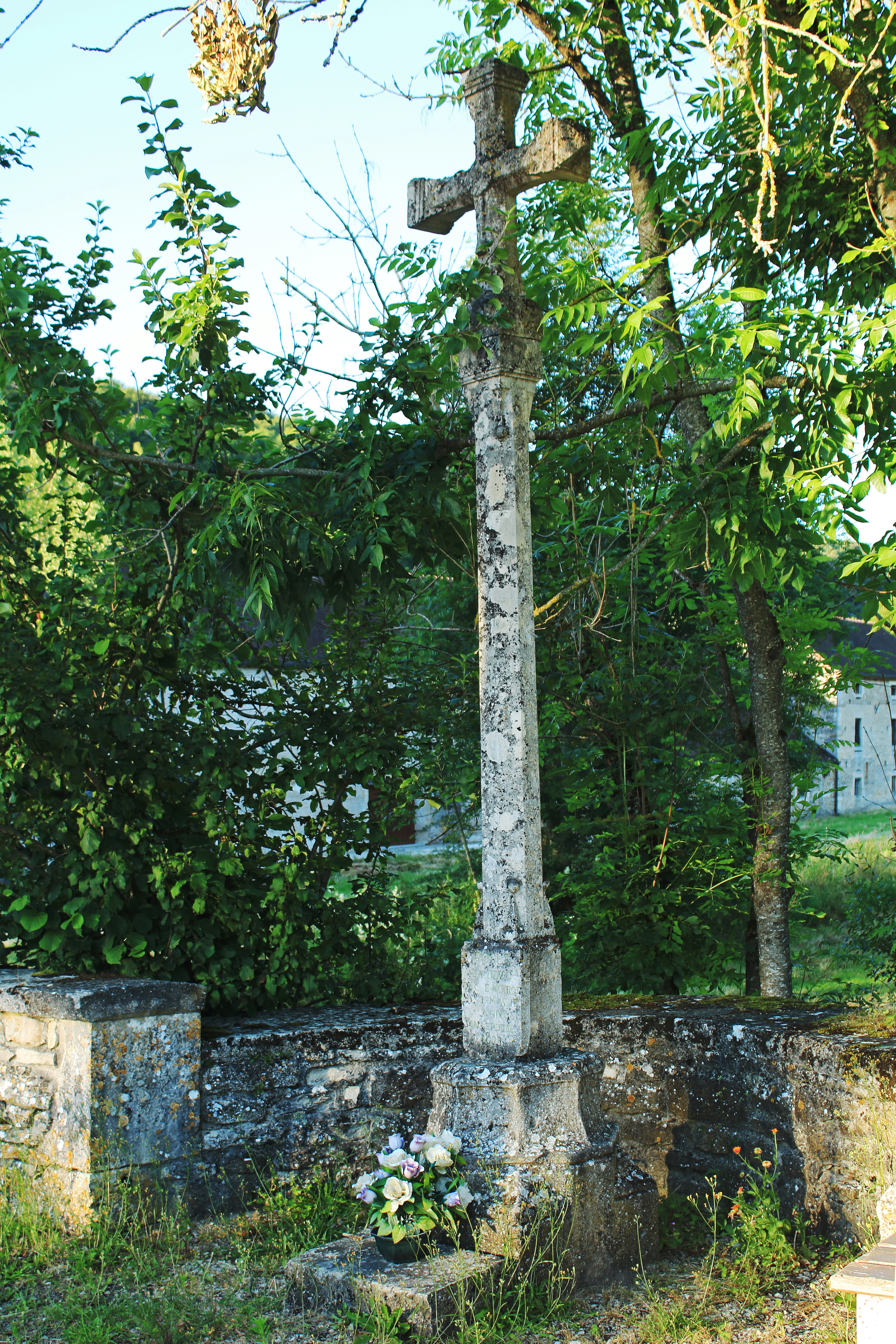
Croix en pierre près du pont.
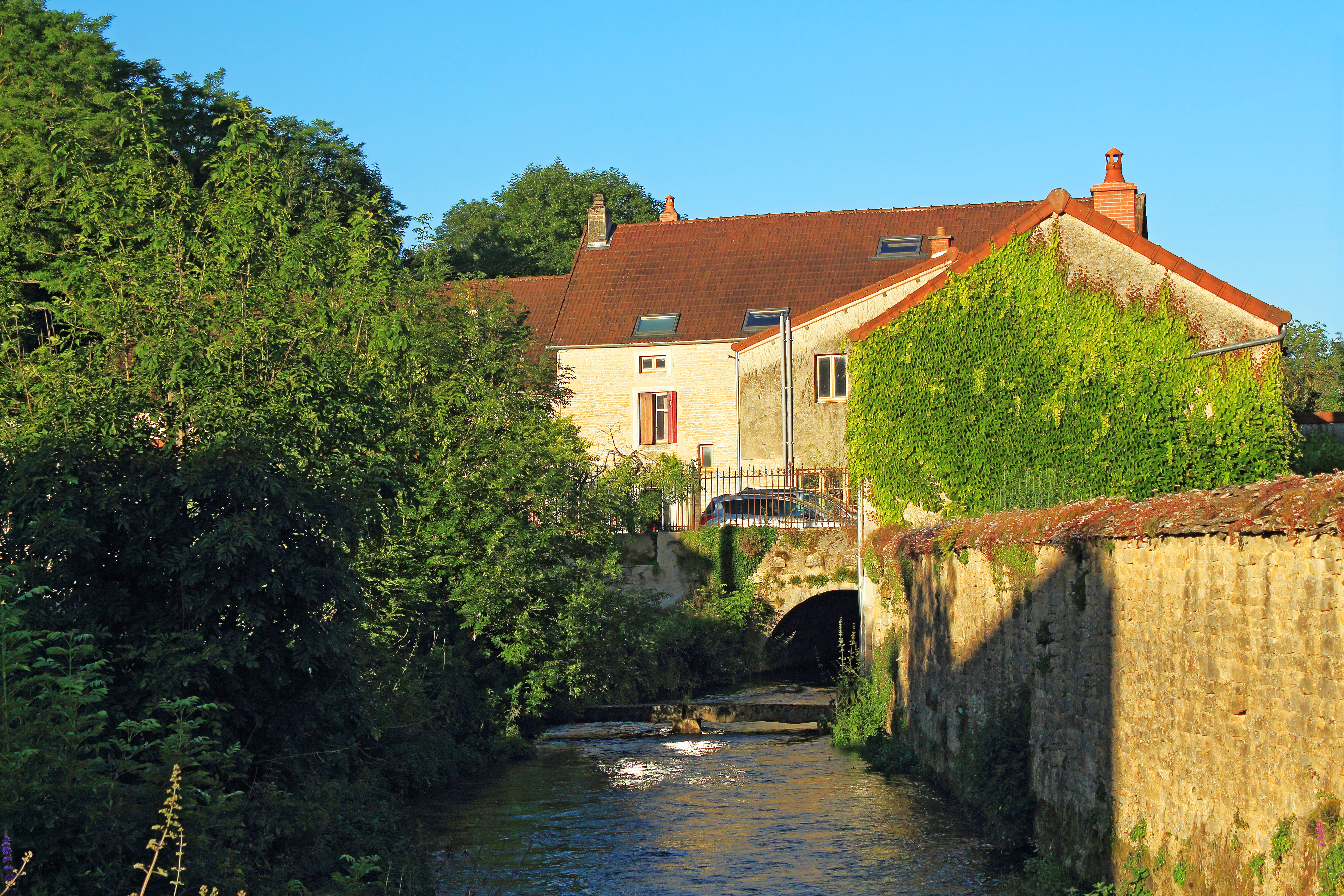
Minoterie de Talfumière sur la Seine.
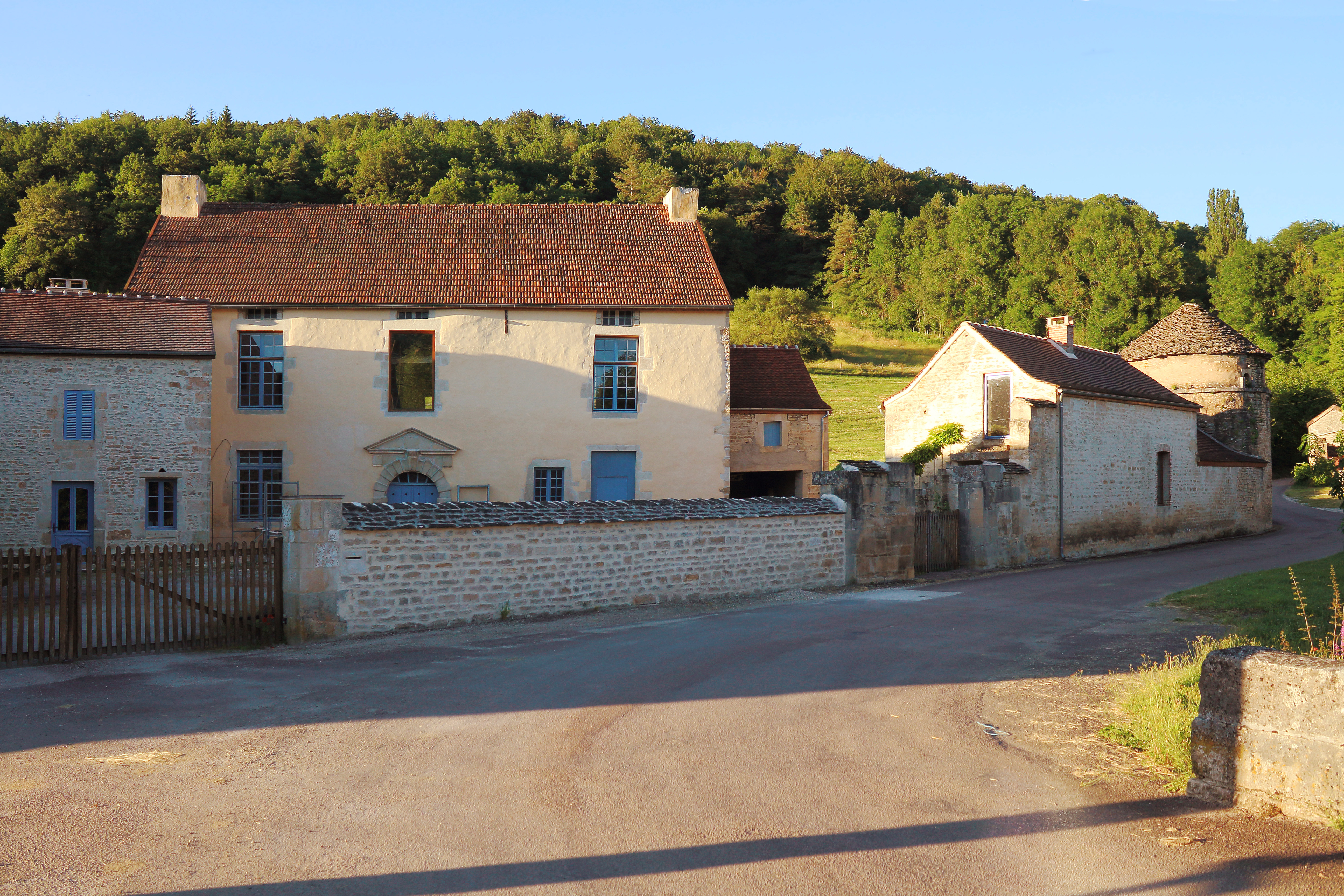
Ancien monastère du XVIIe s.

- L'église Saint-Marc (IGPC 1990)[24] est construite sur le versant gauche de la vallée de la Seine, au-dessus du village. Au XVIIIe siècle, les contreforts du chevet ne résistent plus à la poussée de la voûte. Le chemin de la cure longeant l'abside, l'étayage consistera en d'impressionnants arcs-boutants qui seront construits au-dessus du chemin en s'appuyant sur un talus qui domine la pente du terrain. Le bâtiment actuel est composé de deux parties, la nef a été remaniée et il est notable sur les vues aériennes qu'elle n'est plus alignée avec le chœur. Le clocher rectangulaire, couvert d'un toit en pavillon, se dresse au raccord des deux bâtiments, aligné sur le chœur de même époque. L'intérieur renferme plusieurs œuvres d'art dont un retable et deux statues en pierre polychrome du XVIe siècle, des chapiteaux sculptés et un très rare banc monté sur un coffre avec accoudoirs et fronton sculpté faisant office de stalle  Classé MH (1992)[25].

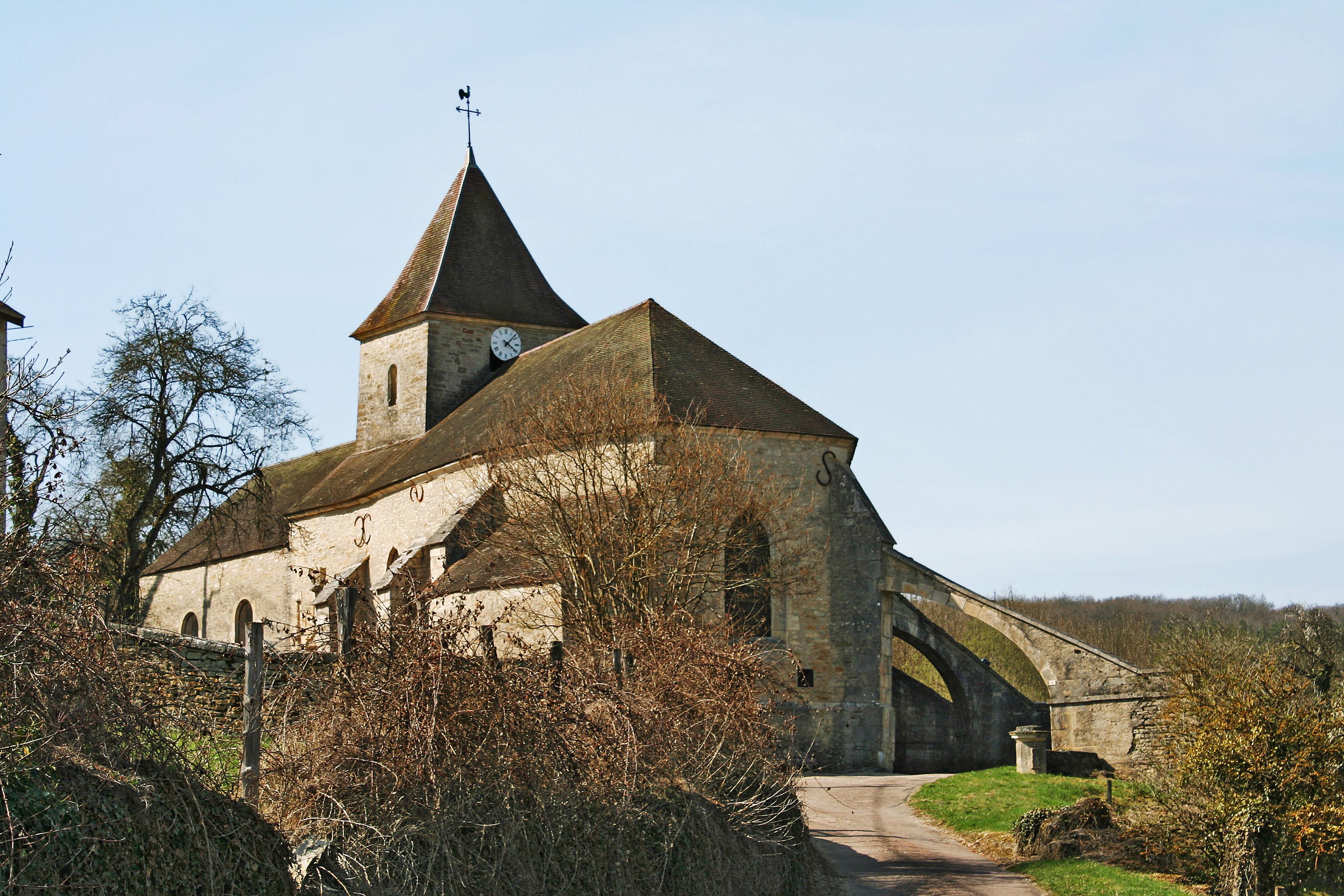
L'église à flanc de colline domine le village.
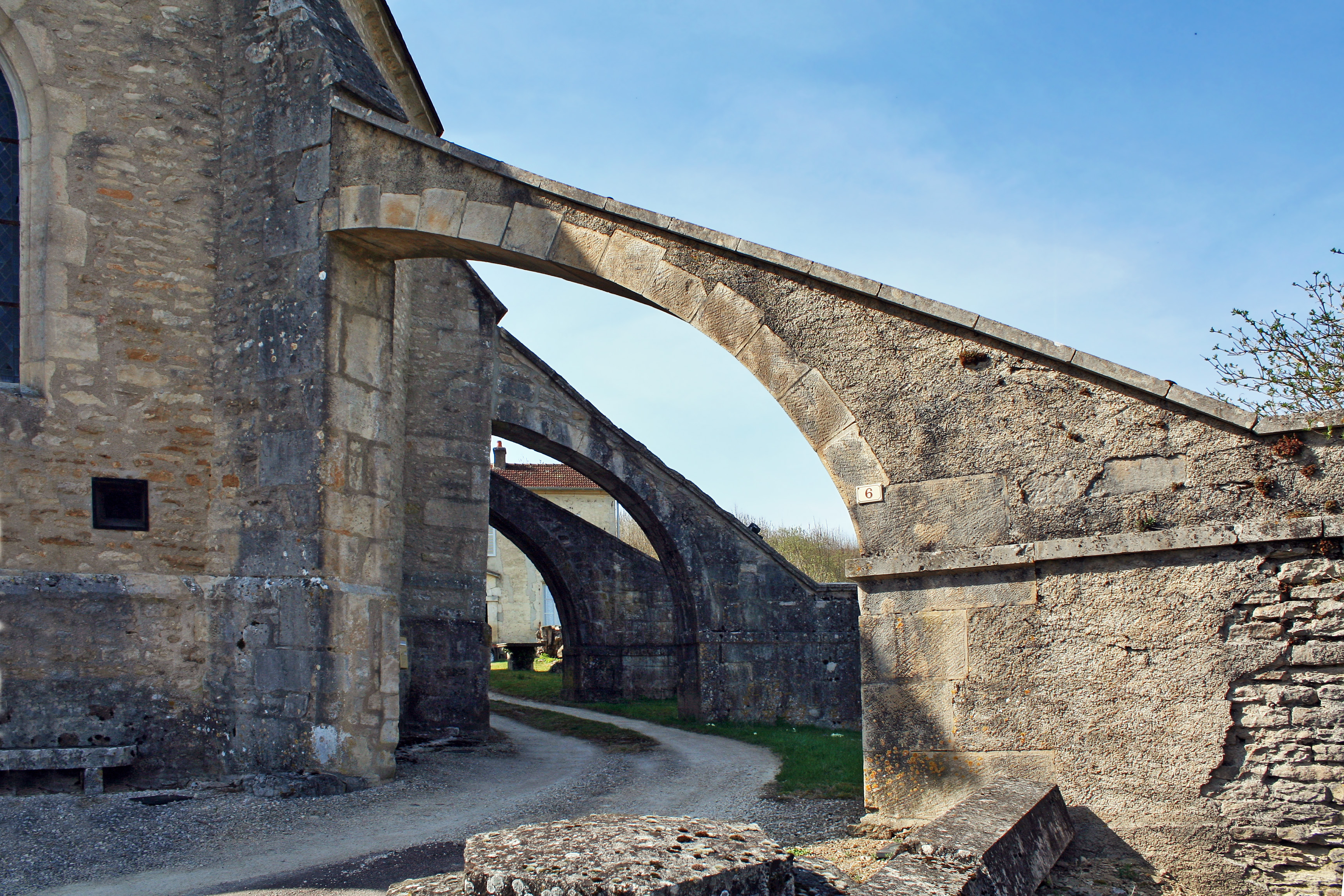
Arcs-boutants très « aériens ».
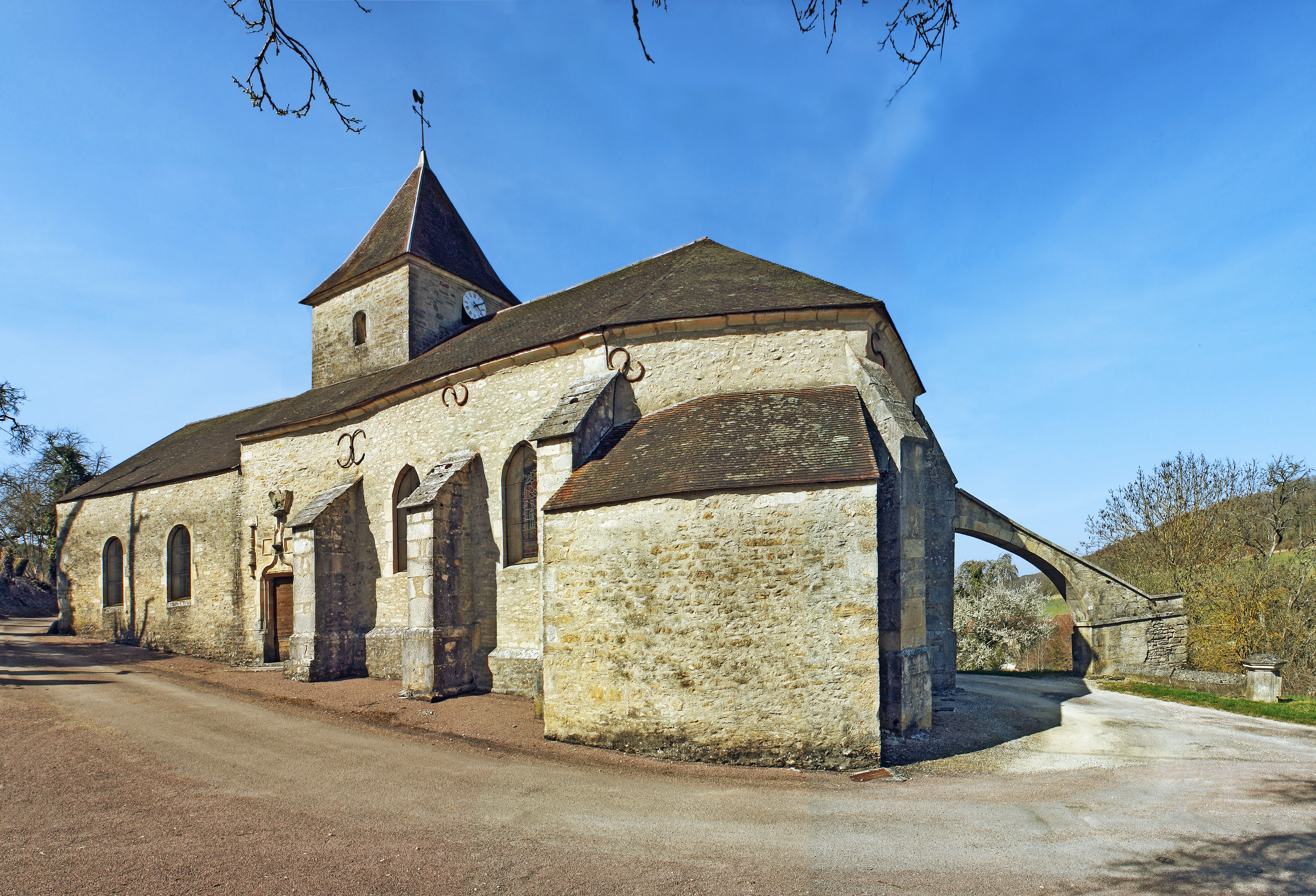
Chevet et chemin sous les arcs-boutants.
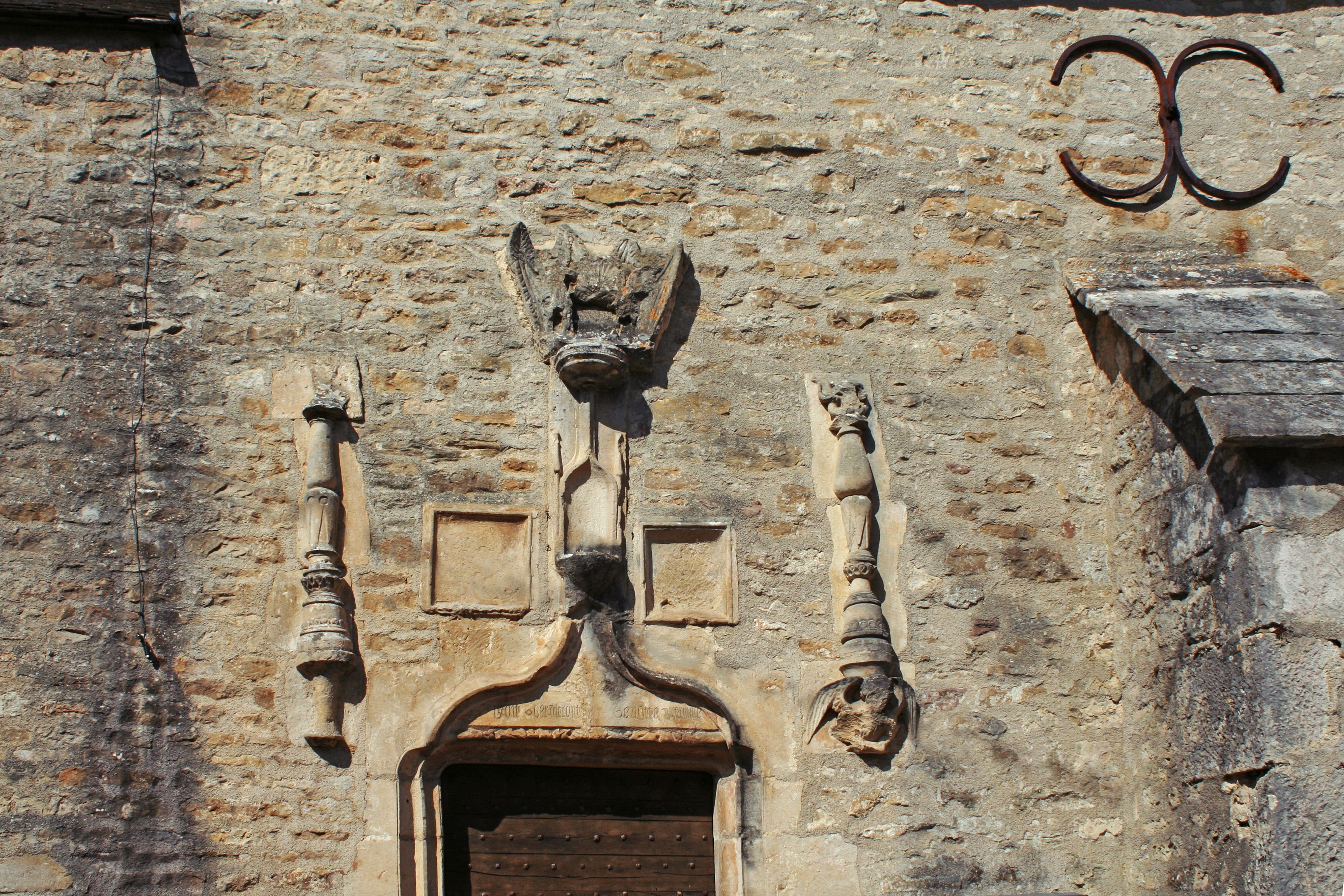
Décors Renaissance de la porte sud.
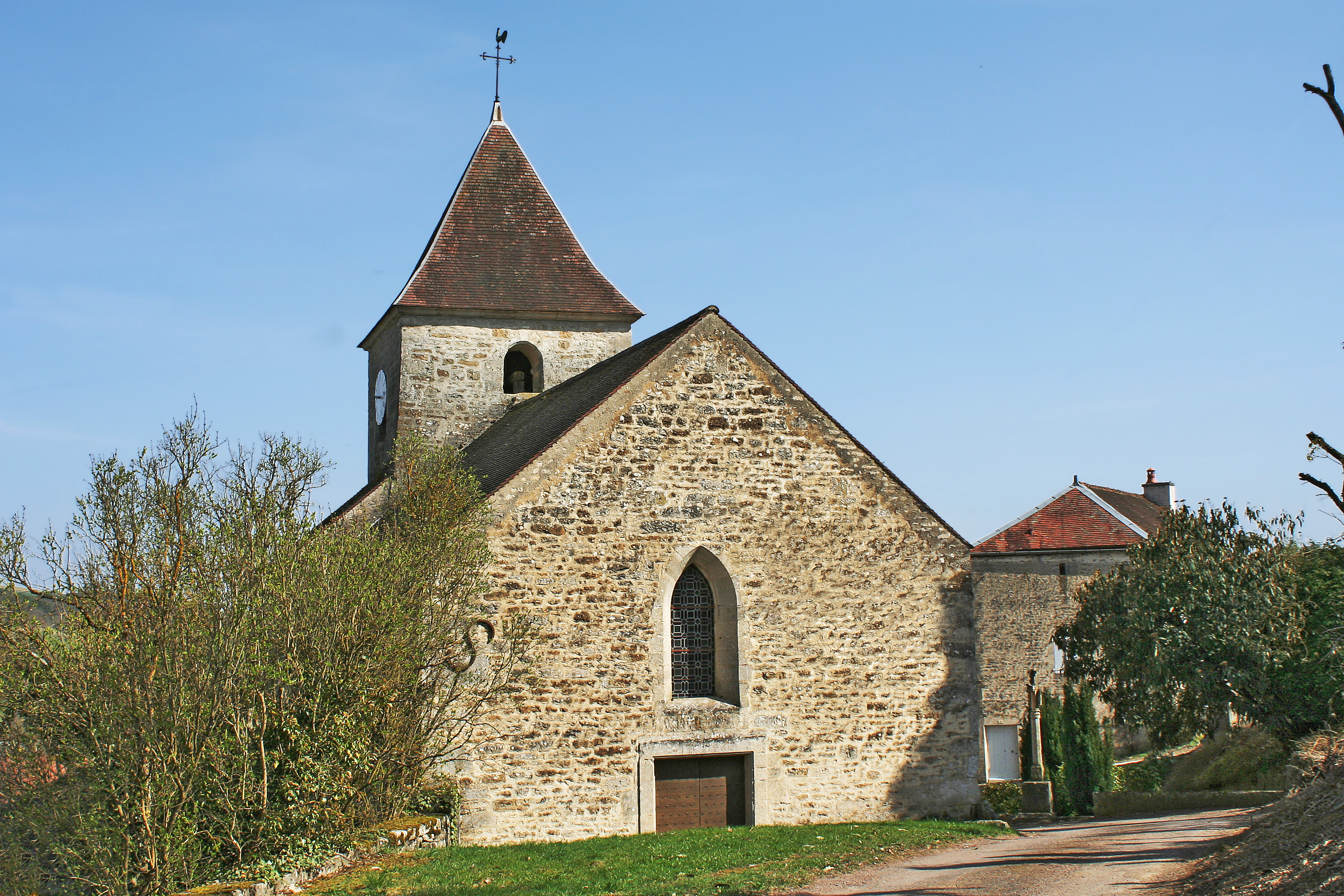
Façade et entrée ouest.

- Lavoir construit en moellons et couvert d'un toit à deux pans, situé au nord du village entre cours de la Seine et route nationale.
- Anciennes forges de Chênecières. Sur l'emplacement d'un ancien haut fourneau, les Cailletet puis les Suquet installent des laminoirs entre 1855 et 1920[26]. À partir de 1930 le site est transformé en fabrique de chaînes pour l'agriculture et la marine par la famille Seytre. Un monument commémoratif des travaux sur les gaz de Louis Cailletet a été installé en bordure de route.
- Château de Chenecières en haut du versant rive gauche de la Seine, au-dessus des forges. Il est érigé par Henri Suquet, maître des forges de Chênecières de 1886 à 1920 et neveu de Louis Cailletet. Privé, il ne se visite pas, mais il peut être aperçu sur le parcours pédestre[27].

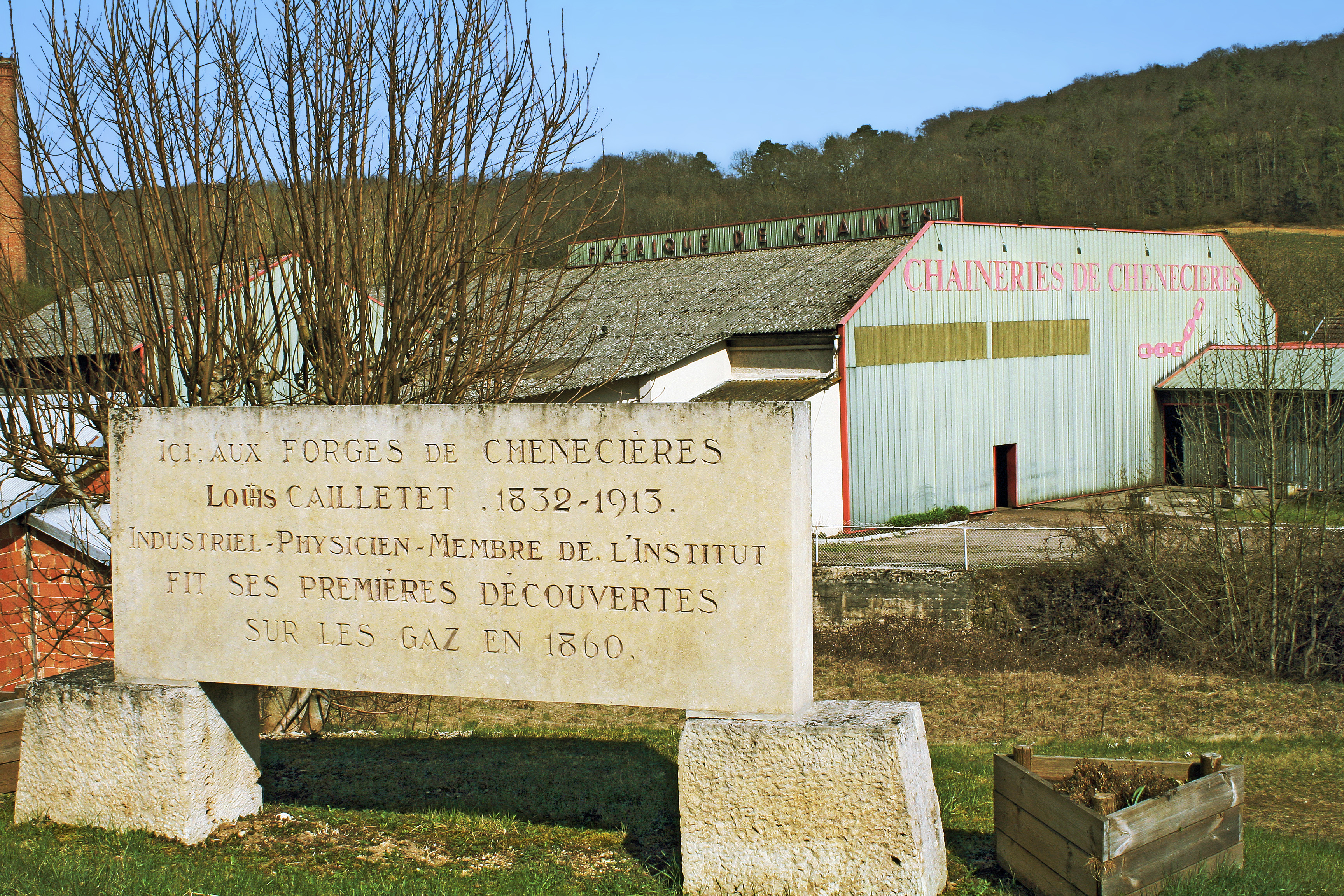
Hommage à Louis Cailletet.
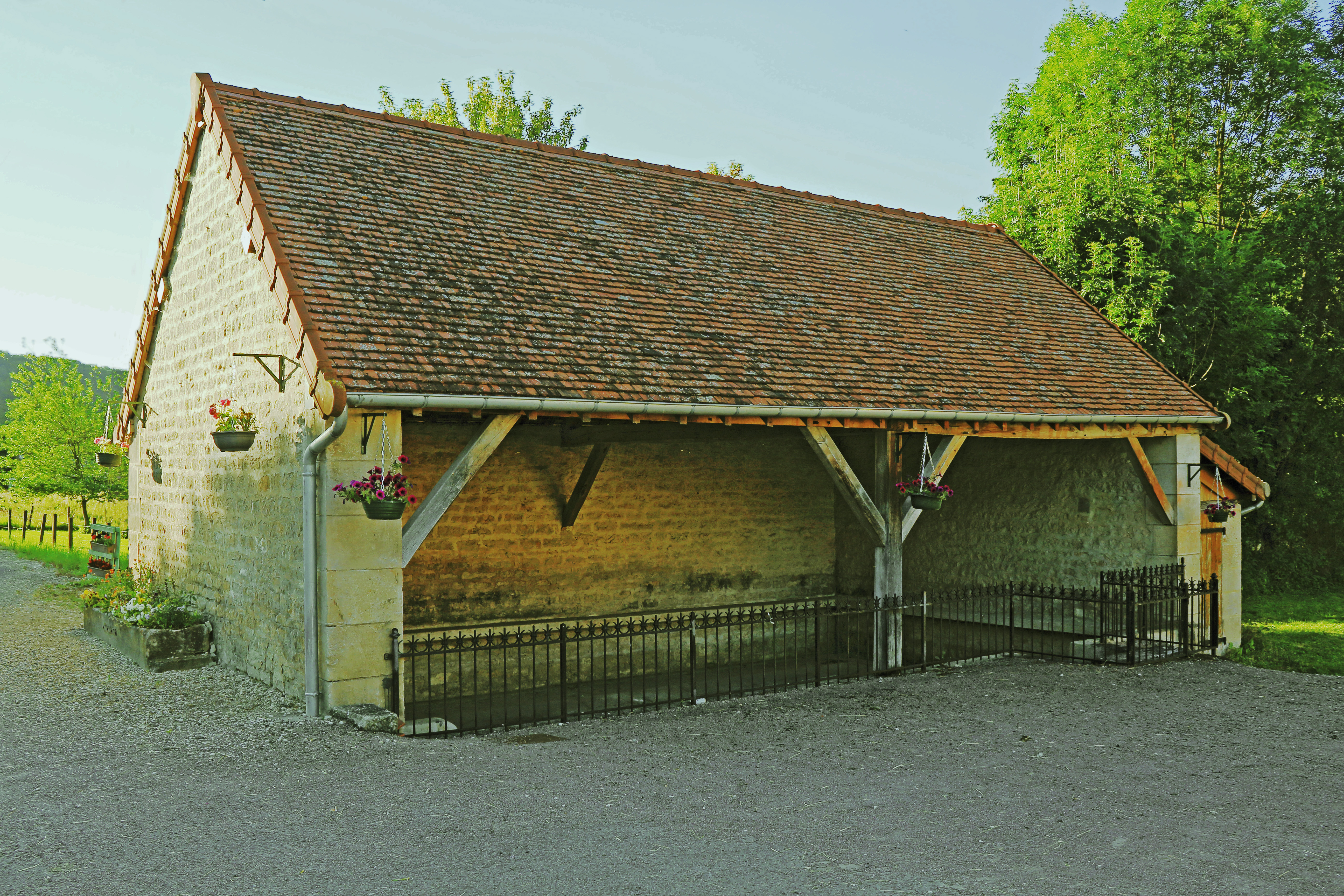
Lavoir en rive de Seine,
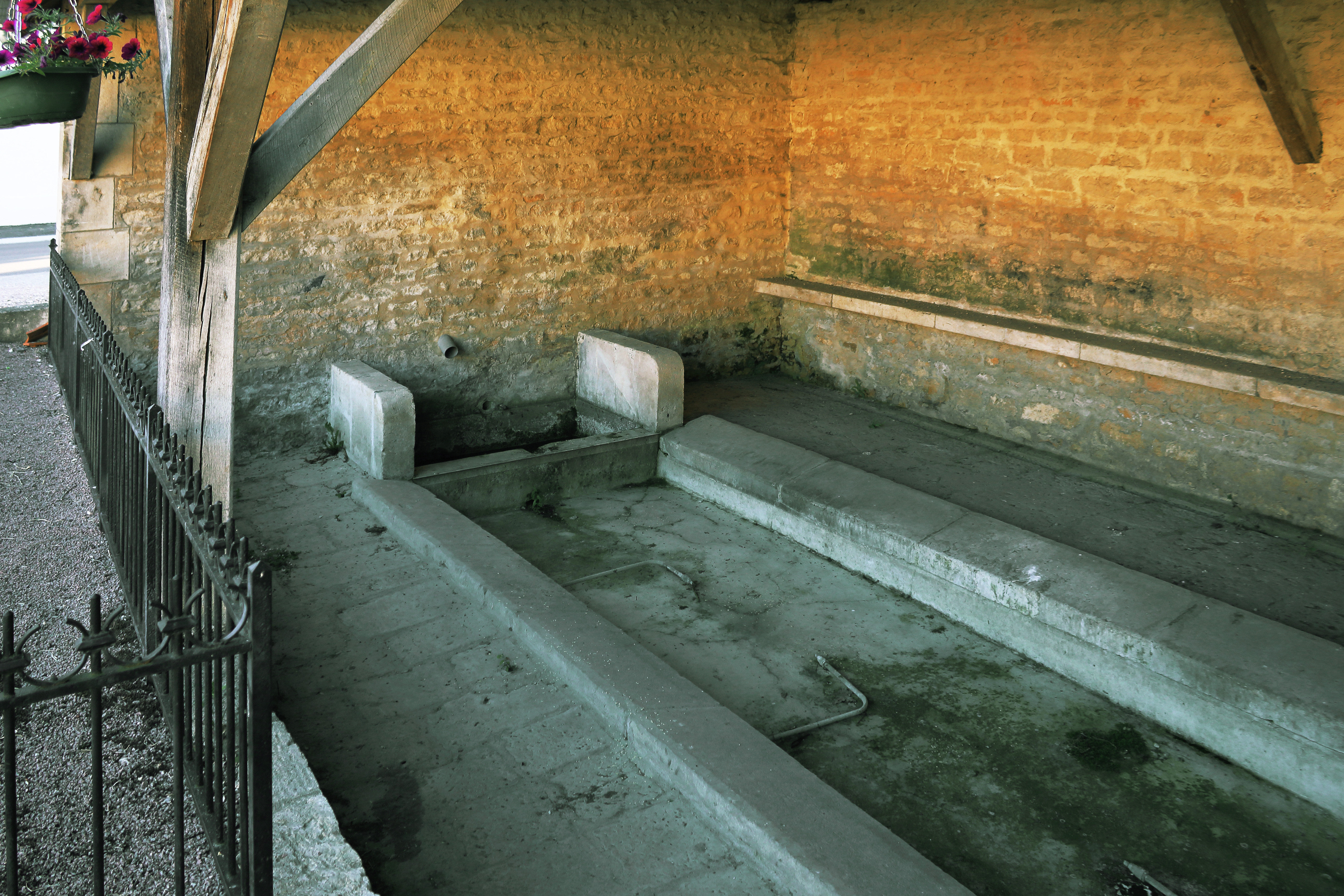
sans eau, mais abri des randonneurs.
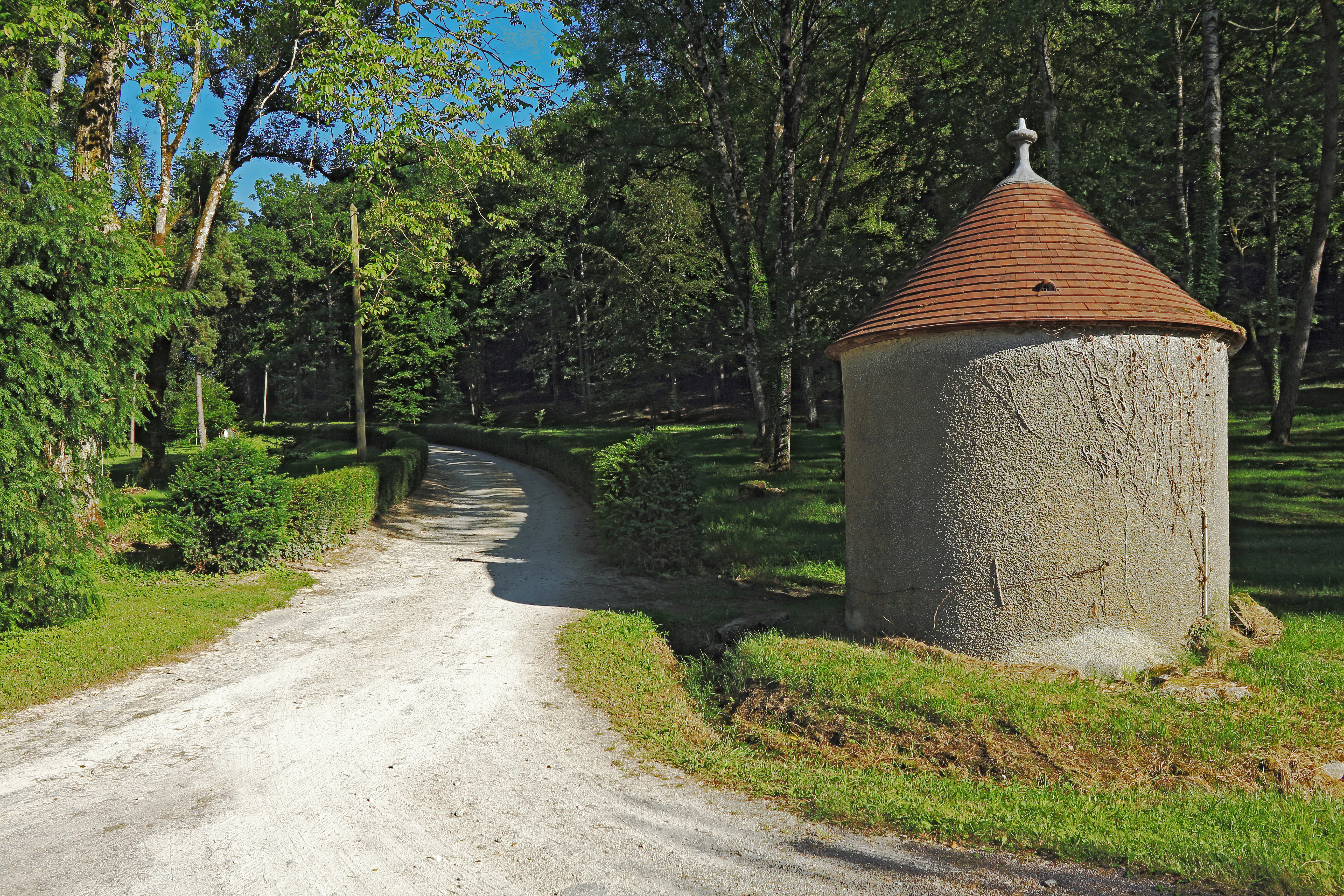
Entrée du château de Chênecières.

### Personnalités liées à la commune
- Louis Paul Cailletet (1832-1913), maître de la forge, est le premier à liquéfier le dioxyde d'azote, l’oxygène, l'hydrogène et l'air atmosphérique.

### Héraldique
| Blason de Saint-Marc-sur-Seine | Blason  | D'azur au pont antique alésé de trois arches d'argent, maçonné de sable, accompagné en chef de deux quintefeuilles d'or et en pointe d'une merlette aussi d'argent, au chef cousu de gueules chargé d'une chaîne de sept maillons d'argent mouvant des flancs. |
| Blason de Saint-Marc-sur-Seine | Détails | Le statut officiel du blason reste à déterminer. |